# Szwajcaria na Letnich Igrzyskach Olimpijskich 1980
Szwajcarię na Letnich Igrzyskach Olimpijskich 1980 reprezentowało 73  zawodników, 67 mężczyzn i 6 kobiety. Reprezentacja zdobyła dwa złote medale, co dało jej 19. miejsce w klasyfikacji.

## Medale
| Medal | Zawodnik           | Dyscyplina | Konkurencja                  |
| ----- | ------------------ | ---------- | ---------------------------- |
| Złoto | Robert Dill-Bundi  | Kolarstwo  | Indywidualnie na dochodzenie |
| Złoto | Jürg Röthlisberger | Judo       | Waga średnia                 |